# سیانور
اسید سیاندریک و سیانورها دسته‌ای از نیتریل‌ها هستند که از نظر شیمیایی جزء هیدروکربنهای ازتدار با فرمول R-CN هستند که عامل CN آن‌ها به شدت سمی است. فرآورده‌های سیانید در عکاسی، واکنش‌های آزمایشگاهی، صنعت، حشره‌کشها و جونده‌کش‌ها (HCN) استفاده می‌شوند و در برخی از میوه‌ها، از قبیل بادام تلخ، دانه سیب، هسته هلو و آلو و اکثر دانه‌های تلخ وجود دارد.
در صورت مسمومیت اگر اقدامات درمانی بسیار سریع انجام شود؛ فرد می‌تواند نجات پیدا کند و باید بدون تلف شدن وقت به مراکز درمانی فرستاده شود. سیانور پادزهری دارد که سم را سریع از بدن پس می‌زند. در مراکز درمانی این ترکیب وجود دارد.
شایع‌ترین علت مسمومیت با سیانید، استنشاق دود در آتش است. سیانید حتی یک محصول جانبی متابولیسم در بدن انسان است. با هر نفس به مقدار کم بازدم می‌شود.

## پادرزهر سیانور
امروزه پادزهر این سم پیدا شده که می‌تواند از آن جلوگیری کند. سدیم نیتریت خودش نوعی سم قوی است که پادزهر این ماده به حساب می‌آید. سدیم نیتریت یک نوع از نمک سفیدرنگ و بلورهای ریز است که اکسیدکننده قوی است. این ماده برای محیط زیست بسیار خطرناک است و می‌تواند موجب آلودگی خاک و آب شود. در صورت مسمومیت با سدیم این ماده باید با تیوسولفات سدیم مصرف بشود.</ref>
استفاده از پادزهر برای سیانور بستگی به دوز سیانور دارد. در دوز بسیار پایین آن می‌توان تا ۱۵ دقیقه از پادزهر استفاده کرد.
سیانوری که به صورت طبیعی در اطراف وجود دارد نمی‌تواند تا سر حد مرگ مشکلی ایجاد کند اما ممکن است در بعضی موارد ایجاد مسمومیت و بعضی مشکلات فیزیولوژیکی کند.

## احتیاط
زمینه‌های کاری که ممکن است در معرض خطر مسمومیت سیانور قرار بگیرید:
1. صنعت متالورژی
2. تولید پلاستیک
3. صنعت عکاسی
4. کار در آزمایشگاه‌های شیمی
5. استفاده از مقادیر بیش از حد لاک پاک کن حاوی ترکیبات متیل سیانید

مسمومیت با سیانور معمولاً در نتیجه استنشاق دود یا هنگام کار با سیانور اتفاق می‌افتد. برای جلوگیری از بروز انواع مسمومیت به واسطه این ماده، رعایت موارد ایمنی بسیار ضروری است.
1. پرسنل امداد : باید یک سری اقدامات محافظتی برای خود انجام دهند؛ هیدروژن سیانید گازی بسیار فرار است و در فضایی که فرد از این ترکیب استفاده کند گاز سیانور وجود دارد، پس باید لباس محافظتی و ایمنی، ماسک، دستکش و کفش مناسب بپوشند، زیرا اگر به روی زمین ریخته باشد ، ممکن است سیانور از پاهای فرد جذب شود. پس حتماً اقدامات محافظتی را انجام دهند و ماسک‌هایی استفاده کنند که اکسیژن را به بدن می‌رساند و اجازه نمی‌دهد که مسموم شوند. اگر فردی که مسموم شده روی لباسش استفراغ کند یا باقی ماندهٔ مواد در اطرافش وجود داشت، دیگران باید احتیاط کنند و با دست بدون دستکش به آن دست نزنند. حتی استنشاق بو در آن لحظه ممکن است موجب مسمومیت پرسنل امداد شود.
2. مشاغل صنعتی و آتش‌نشان‌ها : در خیلی از موارد مسمومیت‌ها با سم سیانور اتفاقی است، در بعضی از موارد آتش‌سوزی‌های بزرگی اتفاق می‌افتد؛ یک سری مواد مثل پارچه، کتان، چسب و پشم در آتش‌سوزی‌ها می‌سوزند که می‌توانند منبع تولید سیانید در آتش‌سوزی باشند. آتش‌نشان‌هایی که در صحنهٔ آتش‌سوزی قرار می‌گیرند ممکن است ناخواسته با این ترکیبات در تماس باشند. ترکیبی برای خاموش کردن آتش استفاده می‌شود، اما خودش اگر در محیط در بسته استفاده شود و فرد ماسکی نزده باشد و این ترکیب را استنشاق کند، ممکن است ایجاد مسمومیت کند. پس علاوه بر مشاغل صنعتی، آتش‌نشانی‌ها هم با این ترکیب مواجه هستند، حالا چه در صحنه‌های آتش‌سوزی که ناشی از سوختن موادی مثل پارچه و چوب و چسب و … است و چه موادی که به عنوان خاموش‌کننده آتش استفاده می‌شوند. یکی از دیگر موارد مصرف این ترکیب پولیش است که در پاک کننده‌های لاک ناخن مصرف می‌شود، پس نباید در دسترس کودکان قرار گیرد.
3. کودکان : در برخی مواد غذایی میزان کمی از سم وجود دارد که مصرفش برای کودکان می‌تواند زیان آور باشد و باید دقت شود.

## آثار
</ref> Cyanogen, (CN)
2, is used to measure the temperature of interstellar gas clouds.
سیانیدها با چند سازوکار باعث هیپوکسی بافتی می‌شوند:
- مرکز تنفس را مهار و عمق تنفس را کم می‌کند.
- با سرکوب میوکارد، برون‌ده قلب را کاهش می‌دهد .
- جدا شدن O۲ را از هموگلوبین مشکل کرده و هیپوکسی ایجاد می‌کند.
- برخی از سیانیدها برای اتصال به آهن هموگلوبین با اکسیژن رقابت می‌کنند.
- با آهن سیتوکروم اکسیداز در میتوکندریها اتصال ایجاد کرده و تنفس سلول را مختل می‌کند.
- بوی بد دهان
- مرگ سریع

## مسمومیت
بسیاری از سیانیدها بسیار سمی هستند. آنیون سیانید یک مهارکننده آنزیم سیتوکروم c اکسیداز (همچنین به عنوان aa3 شناخته می‌شود)، چهارمین کمپلکس از زنجیره انتقال الکترون موجود در غشای داخلی میتوکندری سلول‌های یوکاریوتی است. به آهن موجود در این پروتئین می‌چسبد. اتصال سیانید به این آنزیم از انتقال الکترون‌ها از سیتوکروم c به اکسیژن جلوگیری می‌کند. در نتیجه، زنجیره انتقال الکترون مختل می‌شود، به این معنی که سلول دیگر نمی‌تواند به صورت هوازی ATP برای انرژی تولید کند. بافت‌هایی که به شدت به تنفس هوازی وابسته هستند، مانند سیستم عصبی مرکزی و قلب، به ویژه تحت تأثیر قرار می‌گیرند. این نمونه ای از هیپوکسی هیستوتوکسیک است.
هنگام کار با هیدروژن سیانید باید از یک ماسک هوای تأمین شده توسط یک منبع اکسیژن خارجی استفاده کرد. محلول‌های قلیایی سیانید برای استفاده ایمن تر هستند زیرا گاز سیانید هیدروژن تولید نمی‌کنند. هیدروژن سیانید ممکن است در احتراق پلی یورتان‌ها تولید شود. به همین دلیل پلی یورتان‌ها برای استفاده در مبلمان خانگی و هواپیما توصیه و استفاده نمی‌شود.

## عملکرد

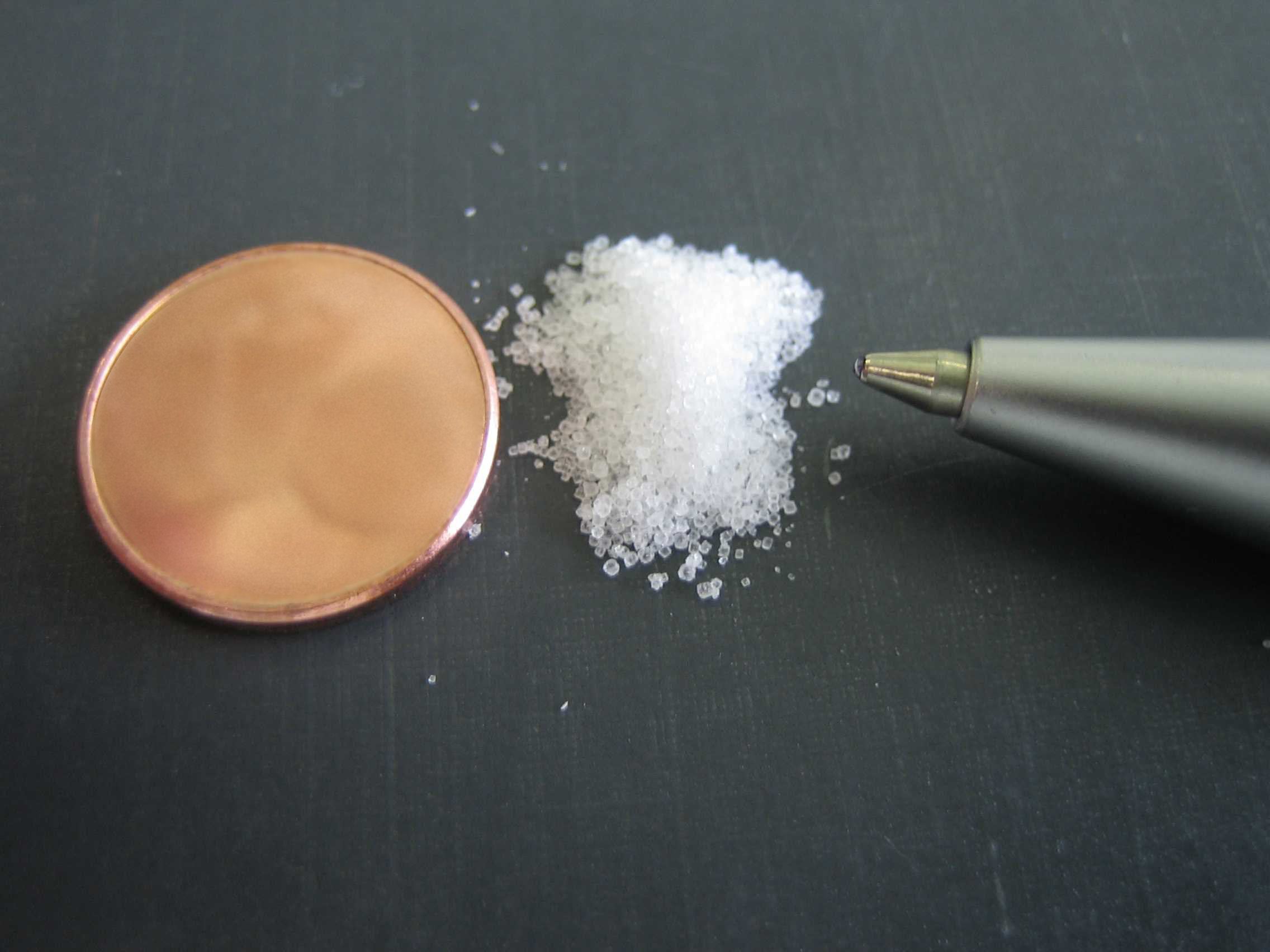
مقدار سیانور در حد بسیار خطرناک

سیانوژن گازی است بی‌رنگ با بوی بادام تلخ که در جنگ‌ها استفاده می‌شود. اسید سیاندریک مایعی است با بوی بادام تلخ و بیرنگ که به راحتی بخار می‌شود. سیانورها ترکیبات فلزی بنیان سیانید هستند و از همه خطرناکتر در بین آنها سیانور دو سدیم و سیانور دو پتاسیم (سیانور پتاس) که در مجاورت هوا یا در معده تحت اثر اسید کلریدریک باعث ایجاد اسید سیاندریک می‌شوند. یک عدد بادام تلخ دارای یک میلی‌گرم اسید سیاندریک است. مقدار سمی اسید سیاندریک ۰/۰۱ گرم و مقدار کشنده آن ۰/۰۵ گرم است. مسمومیت از راه تنفس شدیدتر بوده و علایم بالینی آن بستگی به راه تماس، مقدار مصرف و تأخیر در شروع درمان دارد.

## نشانه‌های مسمومیت
تظاهرات اصلی مسمومیت با آن به شرح زیر است:</ref>
علائم زودرس: تظاهرات CNS شامل کنفوزیون، سردرد، اضطراب، تاکی‌کاردی یا برادی‌کاردی، هیپرپنه، هیپرتانسیون خفیف و تپش قلب است.
علائم دیررس: شامل علائم گوارشی نظیر تهوع و استفراغ، تاکی‌کاردی یا برادی کاردی، هایپوتانسیون، تشنج ژنرالیزه، کما، آپنه، گشادی مردمک (میدریاز)، عدم پاسخ یا پاسخ کند مردمک به نور، ادم ریوی، ایسکمی، آریتمی و حتی آسیستول است.

## درمان مسمویت با سیانور
درمان این مسمومیت باید به فوریت انجام شود:
1. این نوع مسمومیت پادزهر اختصاصی دارد که شامل سه داروی آمیل نیتریت، سدیم نیتریت و سدیم تیوسولفات است و به صورت وریدی تزریق می‌شوند.
2. تجویز اکسیژن صددرصد.
3. کمک به گردش خون (در صورت لزوم).

یکی از علائم برای تشخیص سریع مسمومیت با سیانور، بوی بد بادام تلخ است که از دهان مصدوم یا هوای بازدمی او به مشام می‌رسد.

## مراحل تولید سیانور
تولید سیانور سدیم (NaCN) به‌عنوان یک فرآورده شیمیایی مهم و با کاربرد صنعتی گسترده، مستلزم اجرای دقیق و علمی چندین مرحله عملیاتی است. این فرآیند نیازمند تجهیزات پیشرفته و کنترل دقیق شرایط واکنش‌هاست تا بازدهی به حداکثر برسد و ریسک‌های مرتبط به حداقل کاهش یابد. در ادامه، مراحل گوناگون این فرآیند مورد بررسی قرار می‌گیرد.

#### مرحله اول: تولید هیدروژن سیانید (HCN)
هیدروژن سیانید، ماده اولیه اصلی در ساخت سیانور است که تولید آن به روش‌های خاصی انجام می‌شود.
1. فرآیند آندر-روس (Andrussow Process): این روش بر پایه واکنش‌ در یک راکتور بستر ثابت با کاتالیزور پلاتین-رودیوم استوار است. در دمای بسیار بالا (حدود 1200-1400 درجه سانتیگراد)، ترکیب آمونیاک، متان، و اکسیژن باعث تولید هیدروژن سیانید می‌شود. کنترل دما و جریان گازها در این فرآیند ضروری است تا از تشکیل محصولات جانبی جلوگیری شده و بازدهی HCN افزایش یابد. این روش به دلیل کارآیی بالا در صنایع شیمیایی متداول است.
2. فرآیند BMA (Blache, Maschinelle Anordnung): این فرآیند نیز در یک راکتور بستر ثابت با کاتالیزور پلاتین-رودیوم و در دمای بالا (حدود 1300-1500 درجه سانتیگراد) انجام می‌شود، اما برخلاف فرآیند قبلی، در نبود اکسیژن صورت می‌گیرد و تنها از آمونیاک و متان استفاده می‌شود. این روش به‌ویژه در شرایط خاص و در صورت عدم نیاز به اکسیژن مورد ترجیح است.

#### مرحله دوم: جذب و خالص‌سازی هیدروژن سیانید
پس از تولید، گاز HCN از راکتور خارج شده و از ستون‌های جذب عبور می‌کند. در این مرحله، HCN با استفاده از آب یا محلول قلیایی (مانند NaOH) از گازهای دیگر جدا می‌شود. سپس، برای دستیابی به HCN خالص، مراحل فیلتراسیون و جداسازی بیشتر انجام می‌گیرد تا به خلوص بالا برسد.

#### مرحله سوم: تبدیل هیدروژن سیانید به سیانور
در این مرحله، HCN خالص با هیدروکسید سدیم (NaOH) در یک محیط آبی واکنش می‌دهد که طی آن سیانور سدیم و آب تولید می‌شود. برای تضمین کیفیت واکنش، کنترل دقیق دما و فشار ضروری است تا از تولید محصولات جانبی جلوگیری شده و بازده واکنش افزایش یابد.

#### مرحله چهارم: خالص‌سازی و تبلور
محلول آبی حاوی NaCN وارد کریستالیزاتور می‌شود، جایی که با کاهش دما و افزایش غلظت، کریستال‌های NaCN تشکیل می‌شود. این کریستال‌ها سپس در دستگاه‌های خشک‌کن صنعتی قرار گرفته و با جریان هوای گرم، رطوبت موجود در آن‌ها تبخیر می‌شود.

#### مرحله نهایی: بسته‌بندی
کریستال‌های خشک سیانور سپس وارد دستگاه‌های بسته‌بندی اتوماتیک شده و در ظروف یا کیسه‌های مقاوم به خوردگی و نشتی بسته‌بندی می‌شوند. برچسب‌گذاری دقیق روی بسته‌ها به منظور اعلام خطرات و اطلاعات ایمنی از الزامات این مرحله است.
این فرآیند شامل مراحل حساس و کنترل‌شده‌ای است که نیازمند دقت بالا و رعایت اصول ایمنی در هر بخش تولید است. در ایران شرکت سامیار می تواند به شما در راه اندازی خط تولید سیانور کمک کند